# Muzeum Historyczne w Ełku
Muzeum Historyczne w Ełku – muzeum w Ełku, instytucja kultury Miasta Ełku powstała 28 sierpnia 2012 roku.
Muzeum gromadzi zbiory historyczne, archeologiczne, etnograficzne, numizmatyczne, tabor kolejowy i inne, koncentrując się na historii Ełku i Mazur. Prezentowane są wystawy czasowe. Placówka bierze udział w europejskiej Nocy Muzeów. Jest wydawcą książek o tematyce regionalnej, w tym czasopisma: Ełckiego Przeglądu Historycznego (Rocznika Muzeum Historycznego w Ełku). Ponadto prowadzi działalność edukacyjną dla dzieci i młodzieży.
Od 1 marca 2014 muzeum jest zarządcą i operatorem Ełckiej Kolei Wąskotorowej, gdzie od 10 września 2018 roku ma swoją siedzibę.

## Wystawy czasowe (wybrane)
- „1957. Ełk w obiektywie Giseli i Klausa Skibowskich” (lipiec 2015 – wrzesień 2015)
- „Jaćwingowie. Zapomniani wojownicy” (październik 2015 – listopad 2015)
- „Sport w powojennym Ełku 1945–1956” (wrzesień 2018 – październik 2018)
- „Nie tylko Legiony. Polskie formacje wojskowe 1914–1918” (listopad 2018)
- „Godne Święta. Boże Narodzenie i zwyczaje świąteczne na Mazurach” (grudzień 2018 – styczeń 2019)

Część wystaw czasowych była wypożyczona z innych muzeów.

## Kierownictwo

### Dyrektor
Od 1 lipca 2013 roku do końca sierpnia 2018 roku dyrektorem muzeum był Kazimierz Bogusz, który w okresie od października 2012 roku do końca czerwca 2013 roku sprawował funkcję pełnomocnika ds. utworzenia muzeum w Ełku.
1 lutego 2019 roku dyrektorem został Rafał Żytyniec.

### Rada Muzeum
Kadencja 2017–2021:
1. ks. prof. dr hab. Andrzej Kopiczko
2. Robert Sadowski
3. Tomasz Kopoczyński
4. dr hab. Janusz Trupinda
5. dr Andrzej Szymański
6. Władysław Markowski
7. Dariusz Wasilewski

Kadencja 2013–2017:
1. Prof. dr hab. Grzegorz Białuński,
2. Ks. prof. dr hab. Andrzej Kopiczko
3. Tadeusz Mańczuk
4. dr Stefan Michał Marcinkiewicz
5. Prof. dr hab. Andrzej Sakson
6. Konrad Siemienkiewicz
7. dr Janusz Trupinda